# Scontri di Oš del 1990
Gli scontri di Oš del 1990 furono una serie di scontri etnici tra kirghisi e uzbeki che ebbero luogo nel giugno 1990 nelle città di Oš e Uzgen, allora città della RSS Kirghisa. La causa immediata delle rivolte fu una disputa tra il gruppo nazionalista uzbeko Adolat e il gruppo nazionalista kirghiso Osh Aymaghi, riguardante il terreno di un'ex kolchoz. Mentre le stime ufficiali del numero dei decessi vanno da oltre 300 a più di 600, le cifre non ufficiali arrivano fino a più di 1.000. Le rivolte sono state considerate un precursore degli scontri etnici del 2010 nella stessa regione.

## Contesto storico
Prima del periodo sovietico, gli abitanti della regione di Oš, nella valle di Fergana, si chiamavano Kipčaki. Negli anni '20, utilizzando la lingua come fattore determinante dell'etnia, gli etnografi sovietici classificarono i Kipčaki di pianura come uzbeki e i Kipčaki di montagna come kirghisi. Sebbene negli anni '30 Stalin avesse diviso la ricca valle di Fergana tra Kirghizistan, Uzbekistan e Tagikistan, le nazionalità non erano necessariamente confinate entro i confini tracciati. Lungo il lato "kirghiso" del fiume Tentek-Say, c'era una popolazione significativa di uzbeki. Grazie alle riserve di petrolio della regione, l'intellighenzia locale riuscì a ottenere un notevole grado di benessere, ma le infrastrutture rimasero sottosviluppate. Durante l'era di Krusciov, la maggior parte dei deportati a partire dagli anni '30 se ne andarono per cercare un lavoro migliore altrove. Verso la fine dell'era Brežnev si notavano già segnali di disoccupazione.
Verso la fine degli anni '80, la situazione economica tra le popolazioni kirghisa e uzbeka presentava differenze decisamente evidenti. Gli uzbeki, che erano tradizionalmente i commercianti e gli agricoltori della regione, avevano beneficiato delle condizioni di mercato dell'era Gorbaciov; gli uzbeki costituivano anche il maggior numero di lavoratori nei settori più redditizi, come il commercio e i trasporti. La Perestrojka ebbe l'effetto opposto sulla popolazione kirghisa, molto più numerosa. Mentre i kolchoz venivano smantellati e la disoccupazione nella regione cresceva, i kirghisi, che tradizionalmente praticavano l'allevamento di animali, sentirono il peso della crescente crisi economica: c’era una carenza di alloggi e un tasso di disoccupazione del 22,8%. Oltre alle discrepanze economiche, i rapporti etnici delle cariche amministrative della regione non rispondevano alla demografia della popolazione. Nel 1990, gli uzbeki costituivano il 26% della popolazione della regione, mentre i kirghisi erano al 60%, ma solo il 4% delle posizioni ufficiali chiave erano ricoperte da uzbeki.
Verso la fine degli anni '80, la regione di Fergana era già stata teatro di numerose controversie interetniche. Intorno al giugno 1989, nel vicino Uzbekistan, gli uzbeki lanciarono una serie di pogrom contro i turchi mescheti, la cui causa si riteneva fosse radicata nelle disparità economiche esistenti tra le due etnie. Allo stesso modo, in Tagikistan, si erano verificati scontri tra i tagiki locali e gli armeni che erano stati recentemente deportati dal Nagorno-Karabakh. In Kirghizistan, le tensioni etniche cominciarono a crescere nella primavera del 1990 quando Adolat (termine uzbeko che significa "giustizia"), un gruppo nazionalista uzbeko che contava più di 40.000 membri, iniziò a presentare una petizione al governo di Oš per una maggiore rappresentanza e la libertà di insegnamento, di pubblicazioni e cultura della lingua uzbeka. Nello stesso periodo, Osh Aymaghi, un gruppo nazionalista kirghiso, presentava richieste proprie, la più importante delle quali era la ridistribuzione delle terre appartenenti al Kolkhoz Lenin, una fattoria collettiva a maggioranza uzbeka. Il gruppo era sul punto di impadronirsi della terra da solo quando le autorità finalmente accettarono di ridistribuirne una parte, ma la loro decisione finale di riassegnare una larga porzione di terra uzbeka ai kirghisi con scarso compenso per gli abitanti originari non piacque a nessuna delle due parti. Manifestanti uzbeki e kirghisi si radunarono attorno alla fattoria collettiva per protestare contro la decisione del partito.

## Gli scontri
La violenza iniziò il 4 giugno nella città di Oš dopo che grandi gruppi di kirghisi e uzbeki si erano radunati nel territorio del Kolchoz Lenin. Lo stesso giorno le rivolte cominciarono a estendersi anche ad altre zone della provincia di Osh. Nella città di Uzgen la violenza iniziò il giorno successivo. La causa immediata delle rivolte a Uzgen fu una disputa tra kirghisi e uzbeki nella zona del bazar e della stazione degli autobus di Uzgen.
Durante le rivolte alcune unità delle milizie locali (forze di polizia sovietica locale) espressero lealtà verso le loro controparti etniche prendendo parte alle rivolte. Sebbene i rifornimenti e i veicoli utilizzati negli attacchi siano stati per lo più rubati dai giovani rivoltosi, alcuni membri dell'élite locale kirghisa che non hanno preso parte apertamente alle violenze hanno prestato rifornimenti e veicoli ai dimostranti.
Gli scontri più gravi e su larga scala si sono verificati nelle città di Oš e Uzgen. La violenza non era limitata alle zone urbane; nei villaggi circostanti Uzgen e nella campagna di Oš, i pastori kirghisi, spesso a cavallo, terrorizzavano i contadini uzbeki con stupri, omicidi e distruzione di proprietà. Ai piedi del Bak-Archa, quattro pastori kirghisi hanno percorso molti chilometri per uccidere la famiglia di un apicoltore uzbeko. Anche le case da tè uzbeke (choyxonas) furono prese di mira e diversi resoconti riguardano il rapimento e lo stupro di frequentatrici delle case da tè.
A Frunze (oggi Bishkek), i manifestanti chiesero le dimissioni dei leader del Kirghizistan. Il 6 giugno Gorbaciov ordinò infine all'esercito sovietico, sotto il controllo del Ministero degli Interni sovietico, di intervenire nell'area del conflitto e di rimanere di stanza solo nelle città. Il confine tra Uzbekistan e Kirghizistan fu "sigillato" per impedire agli uzbeki del vicino Uzbekistan di unirsi alle rivolte.
Le stime ufficiali del numero dei morti vanno da oltre 300  a più di 600. Le cifre non ufficiali parlano di oltre 10.000. Secondo stime non ufficiali, durante le rivolte furono commessi più di 5.000 crimini, dai saccheggi agli omicidi. Sono stati ufficialmente indagati circa 4.000 incidenti e sono stati registrati 3.215 atti criminali. Secondo testimoni e testimonianze personali, la maggior parte dei rivoltosi erano giovani maschi, il 29% dei quali erano adolescenti.

## Conseguenze
Nei processi del 1991 condotti dal nuovo governo indipendente del Kirghizistan, 46 dei 48 partecipanti furono dichiarati colpevoli, con pene che andavano dai 18 anni di carcere di massima sicurezza alla sospensione condizionale della pena. La maggior parte degli imputati erano kirghisi. Ciò contrasta con gli scontri di Oš del 2010, in cui gli arrestati e condannati furono principalmente di etnia uzbeka.
Con l'indipendenza del Kirghizistan nel 1991, agli uzbeki non fu garantita molta autonomia nel nuovo governo di Akayev e la popolazione generale li guardava con profondo sospetto. A metà degli anni '90 gli uzbeki occupavano solo il 4,7% dei posti regionali di Osh. La crisi economica che seguì l'indipendenza non fece altro che accentuare le tensioni etniche negli anni successivi. Quando nel 2010 le forze dell'ordine fallirono, queste tensioni nascoste divennero incontrollabili. Questo è uno dei tanti motivi per cui gli speculatori ritengono che le rivolte del 2010 non siano state semplicemente una ripetizione di quelle di 20 anni prima, ma una continuazione del conflitto.
Un monumento in pietra commemorativo delle rivolte è stato eretto nel campo dove sono scoppiate, con targhe in russo, inglese e turco antico .